# Amphimedon chinensis
Amphimedon chinensis är en svampdjursart som först beskrevs av Gustavo Pulitzer-Finali 1982.  Amphimedon chinensis ingår i släktet Amphimedon och familjen Niphatidae.
Artens utbredningsområde är Hongkong (Kina). Inga underarter finns listade i Catalogue of Life.